# Jegiel
Jegiel – kolonia wsi Nowa Wieś w Polsce położona w województwie mazowieckim, w powiecie wyszkowskim, w gminie Brańszczyk.
Dawniej nadleśnictwo.

## Historia
W latach 1921–1931 nadleśnictwo leżało w województwie białostockim, w powiecie ostrołęckim, w gminie Brańszczyk.
Według Powszechnego Spisu Ludności z 1921 roku nadleśnictwo zamieszkiwały 24 osoby w 3 budynkach mieszkalnych. Miejscowość należała do parafii rzymskokatolickiej w Brańszczyku. Podlegała pod Sąd Grodzki w Ostrowie i Okręgowy w Łomży; właściwy urząd pocztowy mieścił się w Brańszczyku.
W wyniku agresji III Rzeszy na Polskę we wrześniu 1939 miejscowość znalazła się pod okupacją niemiecką i do wyzwolenia weszła w skład dystryktu warszawskiego Generalnego Gubernatorstwa.
W latach 1975–1998 miejscowość należała administracyjnie do województwa ostrołęckiego.